# Buřínsko 1.díl
Buřínsko 1.díl je díl vesnice Buřínsko a evidenční část obce Chocnějovice v okrese Mladá Boleslav. Nachází se 1,5 kilometru severně od Chocnějovic. Vesnicí protéká Mohelka. Vesnicí vede silnice II/277.

## Historie
První písemná zmínka o vesnici pochází z roku 1603.